# Rayk Schröder
Rayk Schröder (* 25. Dezember 1974 in Ost-Berlin) ist ein ehemaliger deutscher Fußballspieler.

## Sportliche Laufbahn
Schröder begann bei der BSG KWO Berlin mit dem Fußballspielen. 1984 wurde er zum BFC Dynamo delegiert, bei dem er – inzwischen als FC Berlin firmierend – Anfang der 1990er-Jahre den Sprung in die 1. Männermannschaft schaffte, die in der drittklassigen NOFV-Amateur-Oberliga antrat.
Zur Saison 1995/96 wechselte Schröder innerhalb der Regionalliga Nordost von den Weinroten zum 1. FC Union Berlin, für den er ein Jahr aktiv war. Im folgenden Sommer gelang ihm der Sprung in die 1. Bundesliga zum TSV 1860 München. Im Spieljahr 1996/97 absolvierte der Defensivakteur für die Löwen sieben Einsätze im deutschen Oberhaus. In der Folgesaison 1997/98 kam er auf keinen weiteren Einsatz für 1860 München in der Bundesliga, woraufhin er zur Saison 1998/99 zum Zweitligisten Energie Cottbus wechselte.
In Cottbus avancierte Schröder zum Leistungsträger, absolvierte in zwei Spielzeiten 60 Einsätze, in denen er drei Tore erzielte, und stieg in der Saison 1999/2000 mit den Lausitzern in die 1. Bundesliga auf. Die folgenden beiden Jahre (2000/01 und 2001/02) spielte Schröder bei Hansa Rostock und kehrte nach drei Toren in 49 Einsätzen zur Saison 2002/03 zu Energie Cottbus zurück. Für Energie wurde er nicht mehr in der Bundesliga und nach dem Abstieg noch fünfmal während der Zweitligaspielzeit 2004/05 eingesetzt. Häufiger wurde Schröder bei seinem zweiten Aufenthalt in der Lausitz in der 2. Mannschaft in der viertklassigen Oberliga aufgeboten.
Im Sommer 2005 unterzeichnete der gebürtige Berliner für die Saison 2005/06 einen Vertrag beim Regionalligaaufsteiger FC Carl Zeiss Jena. Noch in der Saisonvorbereitung wurde dieser wegen einer Knieverletzung aufgelöst und Schröder beendete seine aktive Karriere.